# Système éducatif en Russie

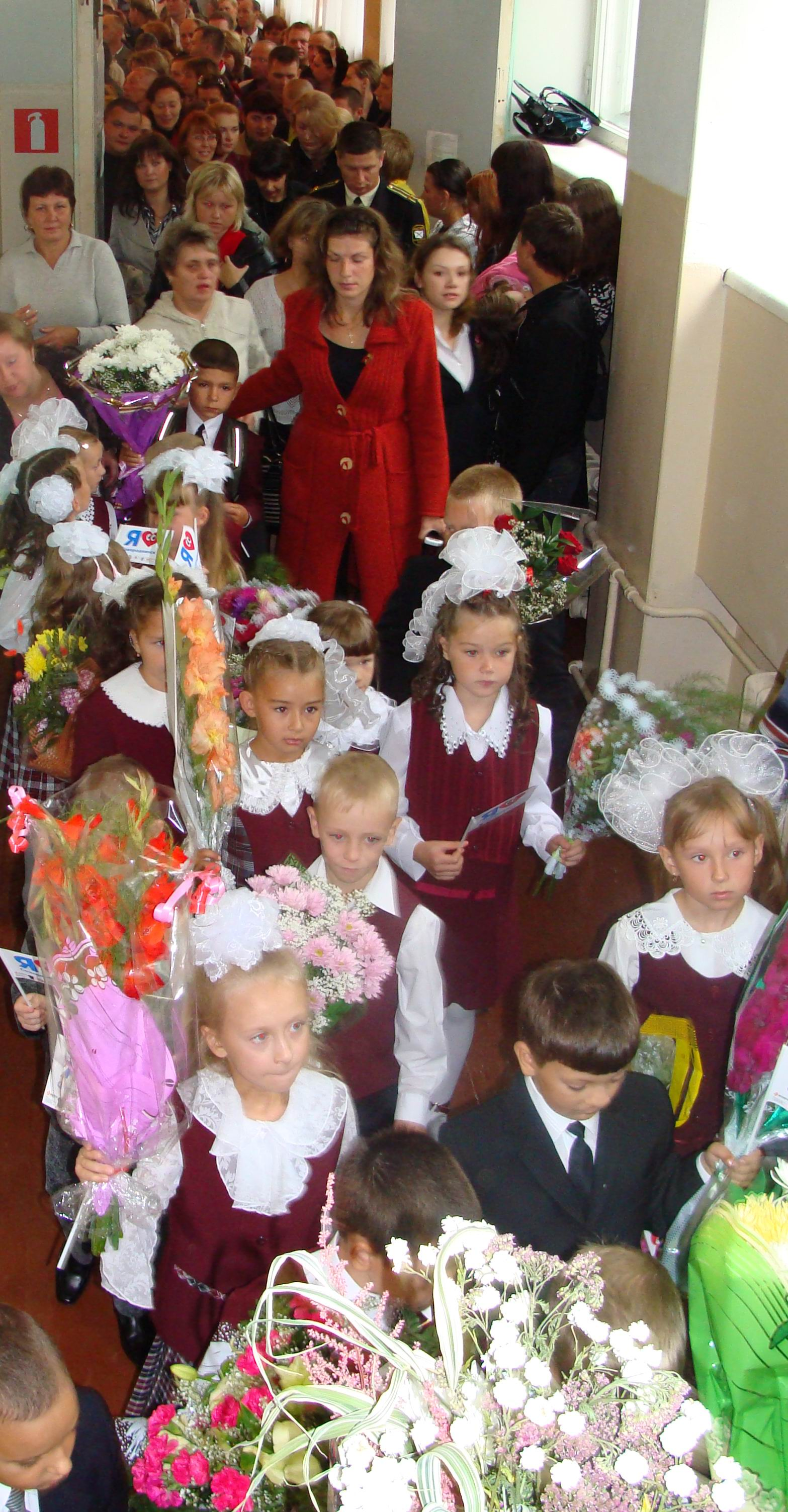
Jour de la rentrée scolaire ou Journée de la connaissance.

Le système éducatif russe dépend principalement de l’État et l’éducation en Russie est contrôlée par le Ministère de l'enseignement et de la science. Les autorités locales réglementent l'éducation dans le cadre des lois fédérales. Le droit à l'instruction est garanti par l'article 43 de la Constitution.
Depuis le système soviétique, l'instruction est obligatoire et gratuite de 7 ans à 16 ans.
En 2004, les dépenses de l'État pour l'éducation s'élevaient à 3,6 % du PIB, soit 13 % du budget de l'État, et les établissements privés représentent 1 % de pré-inscription à l'école et 0,5 % du taux de scolarisation primaire.
Depuis 2008, le taux d'alphabétisation en Russie est  de 100 % pour les 15-24 ans.

## Histoire
Avant 1917, la Russie tsariste scolarise un enfant sur cinq.
L’école devient obligatoire, gratuite et mixte en avril 1918. En octobre, en remplacement de l’ancien système éducatif, Lénine instaure par décret l’École unique du travail. Puis, en décembre 1919, la loi affirme que « quiconque (…) empêch[erait] des analphabètes d’assister aux cours organisés s’expos[erait] à des poursuites pénales ».
Pour faire face aux difficultés matérielles que pose la généralisation de l'éducation, on enseigne dans des granges, des usines, des fermes, des tentes de nomades. Des bateaux et trains dits « de propagande » désenclavant les contrées isolées. D’après l’historien Jean-Michel Palmier, « en deux ans, ces trains de propagande visitèrent quelque mille localités, et leur personnel donna plus de trois mille conférences ». L'Armée rouge est également mise à contribution : en 1919, elle compte 1 200 clubs de lecture et 6 200 cercles politiques, scientifiques, agricoles, etc..
Malgré le manque chronique de papier, les imprimeries sortent des millions de manuels et d’abécédaires, dans des dizaines de langues parlées au sein de la nouvelle Union soviétique. À la différence de la russification imposée par les tsars, qui sera reprise plus tard par Joseph Staline, les bolcheviks n’imposèrent pas le cyrillique, assimilé à un vecteur de domination grand-russe. À partir de 1919, fut introduite une dose de discrimination positive : les « rabfak » (facultés ouvrières) ouvraient à un public peu instruit un accès privilégié à l’enseignement supérieur.
Les débats sur les programmes scolaires (certains souhaitent privilégier le développement de la personnalité de l’enfant au détriment de l’autorité, d'autres imaginent une école communautaire, etc.) obligent à repousser la rentrée scolaire de 1918. Mais surtout, les difficultés matérielles conduisent, en janvier 1921, à réduire la scolarité à un cycle allant de 8 à 15 ans, au lieu des 17 ans initiaux.
Le taux d'alphabétisation, de moins de 25 % en 1917, dépasse les 50 % en 1926. La massification de l’enseignement se poursuit sous Staline, avec un effort particulier consacré aux régions d'Asie autrefois « oubliées » par les tsars, mais les langues régionales sont nivelées au profit du russe.

## Taux d'alphabétisation
D'après le recensement de 2002, le taux d'alphabétisation est de 99,4 % : 99,7 % des hommes et 99,2 % des femmes. 16,0% de la population de plus de 15 ans, soit 17,6 millions de personnes, sont présents dans le premier cycle de l'enseignement ou dans le niveau supérieur, 47,7 % ont terminé l'enseignement secondaire (10-11 ans), 26,5 % ont terminé l'école intermédiaire (8-9 ans) et 8,1 % ont terminé l'enseignement primaire. Les plus forts taux de l'enseignement supérieur sont enregistrés chez les femmes âgées de 35-39 ans soit 24,7 %, et 19,5 % pour les hommes de la même tranche d'âge.
Depuis 2009, 97 % de femmes et 97 % d'hommes sont dans l'enseignement primaire public, 85 % sont scolarisées dans l'enseignement secondaire.

## Principe
Le droit à l'instruction, et sa gratuité sont assurés par l'article 43 de la constitution :
1. « Chacun a droit à l'instruction. »
2. « L'accès général à l'enseignement préscolaire, élémentaire général et secondaire professionnel et sa gratuité sont garantis dans les établissements d'enseignement d'État et municipaux et les entreprises. »
3. « Chacun a droit, sur la base du concours, de recevoir gratuitement l'enseignement supérieur dans les établissements d'enseignement d'État ou municipaux et les entreprises. »
4. « L'enseignement général élémentaire est obligatoire. Les parents ou les personnes qui les remplacent s'assurent que les enfants reçoivent l'enseignement général élémentaire. »
5. « La fédération de Russie établit les normes fédérales d'enseignement d'État, aide les diverses formes d'enseignement et d'autoenseignement. »

## Organisation et fonctionnement

### Organisation
Il y a deux types d'écoles :  l'école d'enseignement général où l'on apprend plusieurs matières, et les écoles spécialisées.
Chaque année, l'école commence le 1er septembre, que l'on appelle Journée de la connaissance.
Un cours dure 40 à 45 minutes, et un élève est noté sur un système de cinq points, la meilleure note est « un cinq ». Les bons élèves sont encouragés par des diplômes d’honneur, et après avoir terminé l’école, ils reçoivent des médailles d’or ou de l’argent. Si un élève étudie mal ou s’il est fautif en quelque chose, on peut lui faire une réprimande orale, noter une observation dans le carnet, convoquer ses parents à l’école. Les mauvais élèves peuvent aussi redoubler l’année scolaire. Cependant, l'élève ne peut pas être renvoyé de l'école, à l'exception des 10e et 11e classes.
Les établissements disposent de vestiaires, d’une salle de sport, d’une cantine, d’une salle informatique, d’une bibliothèque et d'un atelier.

### Fonctionnement
Même si, l'école n'est obligatoire qu'à partir de 7 ans, l’école maternelle accueille les enfants de 3 à 5-6 ans, pour les préparer aux apprentissages fondamentaux que sont la lecture, l’écriture, le calcul, la musique et le dessin. C’est une période préparatoire à l’enseignement élémentaire : le but est la socialisation et la mise en place du langage.
Les élèves restent dans la même école et gardent le même instituteur.
À l'âge de 6 ans, les enfants entrent en 1re ( 0-ième) classe, et à 14-15 ans alors qu'ils sont en 9e, ils passent en fin d'année scolaire un examen (ОГЭ — Основной государственный экзамен (ru)) de mathématiques, de russe et deux autres matières au choix
Primaire:
Jardin d'enfants (2-6 ans)
- 0-ieme classe  (5-6 ans)
- 1re classe (6-7 ans)
- 2e classe (7-8 ans)
- 3e classe (8-9 ans)
- 4e classe (9-10 ans)

ou
- 1re classe (6-7 ans)
- 2e classe (7-8 ans)
- 3e classe (8-9 ans)
- 4e classe (9-10 ans)

Secondaire:
- 5e classe (10-11 ans)
- 6e classe (11-12 ans)
- 7e classe (12-13 ans)
- 8e classe (13-14 ans)
- 9e classe (14-15 ans)
- 10e classe (15-16 ans)
- 11e classe (à l’âge de 16-17 ans, équivalent de la Terminale).

Le cycle secondaire se termine par un examen de fin d’études : l'examen d'État unifié (ЕГЭ- единый государственный экзамен) qui regroupe les mathématiques, le russe, la littérature et deux autres matières. Si un élève réussit cet examen, il obtient un « diplôme de fin d’études », équivalent au Baccalauréat français. Avec ce diplôme un jeune peut s’inscrire à la faculté choisie ou participer aux concours.

## Dans le monde
Du 15 au 16 novembre 2010, une conférence internationale s'est réunie pour débattre de l'éducation.